# Terra Bella
Terra Bella est une census-designated place américaine située dans le comté de Tulare dans l'État de Californie. En 2010, sa population était de 3 310 habitants.

## Démographie
| 2000  | 2010  | - | - | - | - |
| ----- | ----- | - | - | - | - |
| 3 466 | 3 310 | - | - | - | - |

## Source de la traduction
- (en) Cet article est partiellement ou en totalité issu de l’article de Wikipédia en anglais intitulé « Terra Bella, California » (voir la liste des auteurs).